# Kozlany (ort i Tjeckien, Vysočina)
Kozlany är en ort i Tjeckien.   Den ligger i regionen Vysočina, i den sydöstra delen av landet, 160 km sydost om huvudstaden Prag. Kozlany ligger 441 meter över havet och antalet invånare är 127. Den ligger vid sjön Údolní nádrž Dalešice.
Terrängen runt Kozlany är platt, och sluttar österut.Runt Kozlany är det glesbefolkat, med 20 invånare per kvadratkilometer. Närmaste större samhälle är Třebíč, 13,6 km väster om Kozlany. Trakten runt Kozlany består till största delen av jordbruksmark.